# 胡安·安東尼奧·拉瓦列哈
胡安·安東尼奧·拉瓦列哈·德·拉托雷（西班牙語：Juan Antonio Lavalleja y de la Torre，1784年6月24日—1853年10月22日）是一名烏拉圭革命家和政治人物。他出生於米納斯，如今位於以他的名字命名的拉瓦耶哈省。

## 獨立前
在1825年烏拉圭宣佈脫離巴西獨立時，拉瓦列哈領導了一個名為「三十三東岸人」的團體。在烏拉圭的流行史學中，他領導這個團體的事蹟有點神乎其神。

## 獨立後
1825年烏拉圭獨立後，拉瓦列哈於1830年與弗魯克圖奧索·里維拉競爭總統職位，後者勝出。為了抗議他的失敗，拉瓦列哈發動了起義。1852年，他被選為管理烏拉圭的三頭同盟之一，但在上台後不久就去世了。

## 歷史紀念
在人們的記憶中，拉瓦列哈是一位領導反抗巴西的叛軍。但是，作為獨立後早期烏拉圭歷史上的重要人物之一，他被認為是一位技藝高超但反動的戰士，在19世紀的大部分時間裡，他為烏拉圭間歇性的內戰文化做出了貢獻。

## 個人生活
拉瓦列哈於1817年10月21日與安娜·蒙特羅索結婚，她是荷西·貝尼托·蒙特羅索的妹妹。

## 外部連結
- Biografía de Lavalleja - Biography （页面存档备份，存于）
- Amérique Latine, Histoire & Mémoire - 15 | 2008 : Etat et Nation I (19e siècle) - Article about his
- Genealogy and Ancestry of Lavalleja
- Una flor blanca en el cardal - PerSe - A White Flower in a catholic religious. (The Book do mention to he) （页面存档备份，存于）
- Political Office-Holders in Uruguay: Education and Culture Ministers of Uruguay, Foreign Ministers of Uruguay, Interior Ministers of Uruguay （页面存档备份，存于）

| 官衔                     | 官衔              | 官衔                       |
| ------------------------ | ----------------- | -------------------------- |
| 前任： 維南西奧·弗洛雷斯 | 烏拉圭總統 1853年 | 繼任： 弗魯克圖奧索·里維拉 |